# Zapteryx brevirostris
Zapteryx brevirostris és un peix de la família dels rinobàtids i de l'ordre dels rajiformes.

## Morfologia
Pot arribar als 54 cm de llargària total.

## Alimentació
Menja poliquets i crustacis.

## Distribució geogràfica
Es troba a les costes del sud-oest de l'Atlàntic des del Brasil fins a l'Argentina.